# Gran Premio de España de Motociclismo de 1955
El Gran Premio de España de Motociclismo de 1955 fue la primera prueba de la temporada 1955 del Campeonato Mundial de Motociclismo. El Gran Premio se disputó el 1 de mayo de 1955 en el Circuito de Montjuïch en Barcelona.

## Resultados 500cc
El actual campeón mundial Geoff Duke se retiró debido a problemas de encendido, pero su compañero de equipo en Gilera Reg Armstrong ganó la carrera por delante de Carlo Bandirola, quien a pesar de su vuelta rápida, quedó a más de medio minuto. A su vez, también estaba 40 segundos por delante de Umberto Masetti. Solo ocho participantes llegaron a la meta.
| Pos.    | Piloto             | Equipo     | Tiempo/Retirado | Puntos |
| ------- | ------------------ | ---------- | --------------- | ------ |
| 1       | Reg Armstrong      | Gilera     | 1:50"20'41      | 8      |
| 2       | Carlo Bandirola    | MV Agusta  | +31'89          | 6      |
| 3       | Umberto Masetti    | MV Agusta  | +1"19'86        | 4      |
| 4       | Orlando Valdinoci  | Gilera     | +1"20'69        | 3      |
| 5       | Nello Pagani       | MV Agusta  | +1 Vuelta       | 2      |
| 6       | Tito Forconi       | MV Agusta  | +1 Vuelta       | 1      |
| 7       | Giuseppe Colnago   | Gilera     | +2 Vueltas      |        |
| 8       | Alfredo Flores     | Norton     | +2 Vueltas      |        |
| Ret     | John Grace         | Norton     | Ret             |        |
| Ret     | Ken Kavanagh       | Moto Guzzi | Ret             |        |
| Ret     | Francisco González | Norton     | Ret             |        |
| Ret     | Dickie Dale        | Moto Guzzi | Ret             |        |
| Ret     | Geoff Duke         | Gilera     | Ret             |        |
| Ret     | Stanley Dibben     | Norton     | Ret             |        |
| Ret     | Duilio Agostini    | Moto Guzzi | Ret             |        |
| Fuente: |                    |            |                 |        |

## Resultados 125cc
Ahora que NSU se había retirado, el camino en la clase de 125 cc estaba despejado nuevamente para las marcas italianas. Luigi Taveri, que había ganado el Mundial el año pasado con una MV Agusta 500 4C, ahora comenzaba en categorías más ligeras. Y ganó la carrera de 125cc con el MV Agusta 125 Bialbero por delante de Romolo Ferri con la Mondial y Carlo Ubbiali.
| Pos. | Piloto             | Moto      | Tiempo/Retirado | Puntos |
| ---- | ------------------ | --------- | --------------- | ------ |
| 1    | Luigi Taveri       | MV Agusta | 58"59'92        | 8      |
| 2    | Romolo Ferri       | Mondial   | +34'71          | 6      |
| 3    | Carlo Ubbiali      | MV Agusta | +34'88          | 4      |
| 4    | Giuseppe Lattanzi  | Mondial   | +1"03'97        | 3      |
| 5    | Angelo Copeta      | MV Agusta | +2"05'7         | 2      |
| 6    | Marcelo Cama       | Montesa   | +2"06'58        | 1      |
| 7    | Juan Atorrasagasti | MV Agusta | +2"16'16        |        |
| 8    | Francisco González | Montesa   | +1 Vuelta       |        |
| 9    | Carlos Del Val     | Mondial   | +1 Vuelta       |        |
| 10   | Enrique Sirera     | Montesa   | +2 Vueltas      |        |
| 11   | Willi Scheidhauer  | MV Agusta | +3 Vueltas      |        |
| Ret  | Mario Carando      | MV Agusta | Ret             |        |
| Ret  | Tarquinio Provini  | Mondial   | Ret             |        |
| Ret  | Juan Bertrand      | Montesa   | Ret             |        |
| Ret  | John Grace         | Montesa   | Ret             |        |